# Швейк готовится к бою
«Швейк готовится к бою» — советская кинокомедия режиссёров Климентия Минца и Марии Митиной по мотивам произведения Ярослава Гашека «Похождения бравого солдата Швейка».

## Сюжет
Фильм состоит из двух новелл: «Моды Парижа» и «Последний крестоносец». Чешские патриоты планируют вызволение из застенок гестапо своего соратника. Инсценировав свадьбу, они собираются в одном из местных кабачков. Швейку, играющему роль жениха, предстоит тянуть время, развлекая собравшихся историями о французских патриотах. Операция заканчивается удачно, и бравому солдату снова удаётся одурачить фашистов.

## В ролях
| Актёр              | Роль                             |
| ------------------ | -------------------------------- |
| Владимир Канцель   | Швейк                            |
| Нина Никитина      | Юлька                            |
| Н. Леппик          | Шиммер                           |
| Павел Шпрингфельд  | Вальдек                          |
| Сергей Троицкий    | шуцман                           |
| Александр Ширшов   | Янек                             |
| Георгий Менглет    | чешский коммунист Вацлав Решанек |
| Георгий Милляр     | хозяин                           |
| Александр Гречаный | шофёр                            |
| Сергей Маркушев    | шофёр                            |
| Михаил Трояновский | шофёр                            |
| Сергей Филиппов    | одноглазый осужденный            |
| Е. Прокофьев       | шуцман                           |

### «Моды Парижа»
| Актёр            | Роль            |
| ---------------- | --------------- |
| Мария Барабанова | Луиза           |
| Пётр Галаджев    | Шамбре          |
| Эраст Гарин      | Франсуа         |
| Сергей Мартинсон | офицер; манекен |

### «Последний крестоносец»
| Актёр            | Роль     |
| ---------------- | -------- |
| Борис Тенин      | Гавар    |
| Николай Волков   | тюремщик |
| Леонид Кровицкий | Мюллер   |
| Павел Суханов    | Бенц     |

## Съёмочная группа
- Режиссёры: Сергей Юткевич, Мария Итина
- Сценаристы: Евгений Помещиков, Николай Рожков, Климентий Минц, Борис Ласкин
- Оператор: Марк Магидсон
- Художник-постановщик: Владимир Каплуновский
- Композитор: Анатолий Лепин

## Цензура
Согласно свидетельствам Сергея Юткевича, приведённым в книге М. Долинского «Связь времён», картина была запрещена по личному распоряжению начальника Главного Политического Управления Красной Армии А. С. Щербакова без объяснения причин.